# Gambia Armed Forces FC
Gambia Armed Forces là câu lạc bộ bóng đá Gambia có trụ sở Banjul, Gambia. Đội hiện đang thi đấu tại Giải bóng đá hạng Nhất GFA.

## Danh hiệu
- Giải bóng đá hạng Nhất GFA: 3

2003, 2009, 2017.
- Cúp Gambia: 1

2018.
- Siêu cúp Gambia: 3

2004, 2009, 2018.

## Thành tích tại giải đấu CAF
- CAF Champions League: 1 lần

2010 – Vòng sơ loại